# Ravkammeret
Ravkammeret i Katarinapaladset nær Sankt Petersborg er dekoreret med paneler af rav og guld, som i dag er en rekonstruktion.
Det oprindelige ravrum blev lavet i Preussen fra 1701 til 1709 og befandt sig i Schloss Charlottenburg i Berlin. Da den russiske zar Peter den Store besøgte ravrummet i 1716, var han så begejstret for det, at han fik det foræret af kong Frederik Vilhelm 1. af Preussen.
I 1755 fik kejserinde Elisabeth af Rusland ravrummet installeret først i Vinterpaladset i Sankt Petersborg og senere flyttet til Katarinapaladset lidt syd for Sankt Petersborg. I 1941 flyttede tyskerne rummet til slottet i Königsberg i Østpreussen. Ved krigens slutning forsvandt rummet. Nogle mener, at det nedbrændte, da russerne angreb slottet, mens andre mener, at tyske soldater nåede at flytte det og gemme det et mere sikkert sted. Det oprindelige rum er aldrig blevet fundet, og der er stadig skattejægere, der leder efter det.
En rekonstruktion af rummet blev indviet i Katarinapaladset i 2003.